# Meldevorschriften im Außenwirtschaftsverkehr
Im Außenwirtschaftsverkehr bestehen unter anderem auch Pflichten zur Meldung von Kapitalverkehr und Zahlungsverkehr mit Gebietsfremden, die sogenannten Meldevorschriften.

## Meldepflichten
Gemäß § 11 Außenwirtschaftsgesetz (AWG) in Verbindung mit § 67 Abs. 1 Nr. 1 Außenwirtschaftsverordnung (AWV) sind Zahlungen von Gebietsfremden oder für deren Rechnung an Gebietsansässige von den Gebietsansässigen zu melden. Ebenso sind Zahlungen von Gebietsansässigen an Gebietsfremde von den Gebietsansässigen gemäß § 67 Abs. 1 Nr. 2 AWV zu melden.
Von der Meldepflicht ausgenommen sind gemäß § 67 Abs. 2 AWV:
- Zahlungen, die 50.000 Euro nicht übersteigen oder deren Gegenwert 50.000 EUR nicht übersteigt (12.500 EUR vor dem 1. Januar 2025); die Aufsplittung in mehrere Teilbeträge zur Umgehung der Meldepflicht ist nicht zulässig,
- Zahlungen für Warenein- oder -ausfuhren, da diese bereits durch die Ausfuhranmeldungen bzw. Zollanmeldungen erfasst werden,
- Zahlungen für kurzfristige Kredite von nicht mehr als 12 Monaten Laufzeit, da diese innerhalb eines Jahres zurückgezahlt werden und somit die Jahresstatistik nicht beeinflussen bzw. diese unnötig verzerren würden. Nicht meldepflichtig sind auch Tagesgeldanlagen oder Festgelder bis zu einem Jahr Laufzeit, die von Inländern bei ausländischen Banken angelegt werden, einschließlich deren Rückzahlung.

Zahlungen meint in diesem Zusammenhang nicht nur die Bewegung von Geld, sondern auch die Aufrechnung und die Verrechnung von Beträgen, sowie das Einbringen von Sachen und Rechten in Unternehmen, Zweigniederlassungen und Betriebsstätten (§ 67 Abs. 2 AWV).

## Meldestelle
Zuständig für die Annahme von Meldungen im Kapitalverkehr mit Gebietsfremden ist gemäß § 67 Abs. 1 AWV die Deutsche Bundesbank. Seit August 2013 wurde die Anlage Z1 gemäß § 63 Abs. 2 AWV vom beauftragten Kreditinstitut an diese weitergeleitet. Ab September 2013 ist die notwendige Meldung gemäß §§ 67 ff. mit Formular Z4 direkt vom Auftraggeber der Zahlung über die Internetseite der Deutschen Bundesbank zu erstatten.
Privatpersonen, die nur gelegentlich Zahlungen zu melden haben, können die Meldung telefonisch unter 0800 1234 111 abgeben.

## Vordrucke
Im Normalfall sind also alle Überweisungen aus dem und in das Ausland zu melden. Der normale Zahlungsauftrag im Außenwirtschaftsverkehr (§ 67 Abs. 1 AWV) beinhaltet deshalb schon ein Exemplar für die Deutsche Bundesbank und Felder für die Außenhandelsstatistik. Die Meldung wird seit September 2013 allerdings nicht mehr im papiergebundenen Verfahren in der Regel mit der Überweisung abgegeben (sogenannte Z1-Meldung), sondern wird derzeit mit Vordruck Z4 erstattet. Zahlungen an Gebietsfremde mit Bankverbindung im Inland bzw. Zahlungen von diesen können gemäß § 67 Abs. 1 Nr. 1 AWV auch mit dem Vordruck Z4 gemeldet werden. Die Z4-Meldungen werden monatlich über die Internetseite der Deutschen Bundesbank vom Auftraggeber bzw. Begünstigten der Zahlung vorgenommen. Zahlungen für Wertpapiergeschäfte sind gemäß § 67 Abs. 4 AWV mit dem Vordruck Z10 zu melden.
Grundlage für die Meldungen ist das Leistungsverzeichnis für Zahlungen im Außenwirtschaftsverkehr. Hier ist jedem möglichen Geschäftstyp eine Kennzahl zugeordnet.
Meldungen über Forderungen und Verbindlichkeiten von mehr als 5 Millionen Euro im Monat in das Ausland sind gemäß § 66 Abs. 1 AWV zu melden. Hierbei sind Privatpersonen, Monetäre Finanzinstitute, Investmentgesellschaften und Kapitalgesellschaften bezüglich ihrer Investmentfonds ausgenommen. Gemäß § 66 Abs. 2 AWV muss die Meldung auf Vordruck „Z5“ bis zum zehnten Tag des Folgemonats erfolgen. Sonstige Forderungen und Verbindlichkeiten gegenüber Gebietsfremden sind bis zum zwanzigsten Tag des Folgemonats auf dem Vordruck „Z5a“ zu melden. Ein Meldepflichtiger, der die Meldefreigrenze von 5 Millionen Euro des § 66 Abs. 1 AWV unterschreitet, muss diesen Umstand gemäß § 66 Abs. 5 AWV bis zum zwanzigsten Tag des Folgemonats melden.

## Inhalt der Meldung
Die Meldungen müssen gemäß § 67 Abs. 5 AWV mindestens folgende Angaben beinhalten:
- Meldender
- Empfänger nebst Empfängerland
- Kennzahl aus dem Leistungsverzeichnis und kurze Beschreibung („Leasing“, „internationaler Beitrag“ etc.)
- Betrag
- Datum
- Bei Wertpapiergeschäften noch zusätzlich die Bezeichnung des Wertpapiers, die ISIN, der Nennbereich und die Stückzahl

## Meldefristen
Die Meldefristen ergeben sich aus § 71 AWV.

## Ordnungswidrigkeiten
Die vorsätzliche oder fahrlässige Missachtung der Meldepflichten ist gemäß § 19 Abs. 3 Nr. 1 Buchstabe b des Außenwirtschaftsgesetzes in Verbindung mit § 81 Abs. 2 Nr. 19 und 20 AWV eine Ordnungswidrigkeit. Diese kann gemäß § 19 Abs. 6 AWG mit einem Bußgeld von bis zu 30.000 Euro geahndet werden. Unternehmen können bei vergessener Meldepflicht eine Selbstanzeige nach § 22 Außenwirtschaftsgesetz (AWG) abgeben, die Verfolgungsverjährungsfrist für Verstöße gegen Meldungen im Außenwirtschaftsverkehr beträgt drei Jahre.